# Jessica Raine

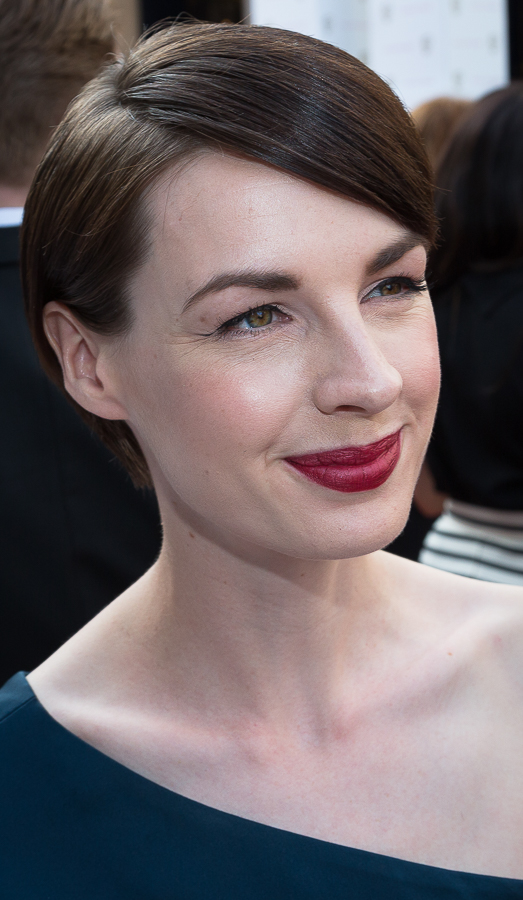
Jessica Raine (2015)

Jessica Raine (* 20. Mai 1982 in Eardisley, Herefordshire als Jessica Lloyd) ist eine britische Schauspielerin. Bekannt wurde sie durch ihre Rolle als Hebamme Jenny Lee in der Fernsehserie Call the Midwife – Ruf des Lebens.

## Leben
Raine wuchs in der Nähe von Hay-on-Wye an der Grenze zwischen Wales und England auf einer Farm auf. Sie hat eine ältere Schwester. Ihr Vater, der in einer Theatergruppe aktiv war, förderte ihr Interesse am Schauspiel. Ihre Mutter, die als Krankenschwester arbeitete, gab ihr schon früh die Memoiren von Jennifer Worth zu lesen, auf denen Call the Midwife beruht.
Raine studierte zunächst Drama und Cultural Studies an der University of the West of England in Bristol und entschied sich danach für eine Schauspielausbildung. Nach zahlreichen Absagen verschiedener Schauspielschulen ging sie nach Thailand, wo sie ein Jahr als Englischlehrerin arbeitete. Im folgenden Jahr bewarb sie sich erneut an der Royal Academy of Dramatic Art und wurde dort angenommen. Sie beendete die Ausbildung 2008.
Kurz darauf erhielt sie eine erste größere Rolle in einer Inszenierung von Simon Stephens Theaterstück Harper Regan am Royal National Theatre. Es folgten Rollen in weiteren Theaterinszenierungen sowie erste Rollen in Fernsehproduktionen. 2010 erhielt sie eine kleinere Rolle in Ridley Scotts Historienfilm Robin Hood.
2012 übernahm sie dann die Hauptrolle in der BBC-Fernsehserie Call the Midwife – Ruf des Lebens. Nachdem die Serie erfolgreich um eine zweite Staffel verlängert worden war, bot ihr die BBC einen Vertrag für acht weitere Staffeln an, was Raine aber ablehnte, um sich verstärkt ihrer Filmkarriere zu widmen. Sie verließ die Serie am Ende der dritten Staffel.
Für ihre Rolle im Fernsehfilm Ein Abenteuer in Raum und Zeit wurde sie bei den Critics’ Choice Television Awards 2014 in der Kategorie Beste Nebendarstellerin in einem Fernsehfilm oder einer Miniserie für eine Auszeichnung nominiert, unterlag aber Allison Tolman.
Im Jahr 2015 war sie in der Fernsehserie Fortitude als Jules Sutter zu sehen. 
Sie ist seit dem Jahr 2010 mit dem Schauspieler Tom Goodman-Hill liiert. Im September 2015 heiratete das Paar.

## Filmografie (Auswahl)
- 2009: Garrow’s Law (Fernsehserie, Folge 1x02)
- 2010: Robin Hood
- 2012: Die Frau in Schwarz (The Woman in Black)
- 2012–2014: Call the Midwife – Ruf des Lebens (Call the Midwife, Fernsehserie, 23 Folgen)
- 2013: Doctor Who (Fernsehserie, Folge 7x10)
- 2013: Ein Abenteuer in Raum und Zeit (An Adventure in Space and Time, Fernsehfilm)
- 2014: Line of Duty (Fernsehserie, Folge 2x01)
- 2015: Wölfe (Wolf Hall, Miniserie, 6 Folgen)
- 2015: Agatha Christie’s Partners in Crime (Fernsehserie, 6 Folgen)
- 2015: Fortitude (Fernsehserie, 10 Folgen)
- 2016: Jericho (Fernsehserie, 8 Folgen)
- 2018: Patrick Melrose (Fernsehserie, 5 Folgen)
- 2018: Benjamin
- 2018: Informer (Fernsehserie, 6 Folgen)
- 2019: Black Shore (Kurzfilm)
- 2019: Baptiste (Fernsehserie, 4 Folgen)
- 2019: Carmilla
- 2022: Becoming Elizabeth (Fernsehserie, 8 Folgen)
- 2022–2024: The Devil’s Hour (Fernsehserie, 11 Folgen)